# Curtis's Botanical Magazine
The Botanical Magazine, ou Curtis's Botanical Magazine, est un magazine britannique trimestriel de botanique créé en 1787.

## Histoire
Le premier numéro du magazine est publié en 1787, par William Curtis. Il n'a jamais cessé de paraître, devenant The Kew Magazine entre 1984 et 1994 avant de redevenir le Curtis's Botanical Magazine. Il continue à être publié par les jardins botaniques royaux de Kew.

## Description
Chacun de ces numéros contient la description de plantes dans un langage accessible à tous mais demeurant juste sur le plan scientifique. La description est étayée d'une illustration, le magazine étant connu pour la qualité de ses illustrateurs, qui illustre le magazine par des dessins à la main jusqu'en 1948. De nombreuses plantes ont été décrites pour la première fois dans ses pages.

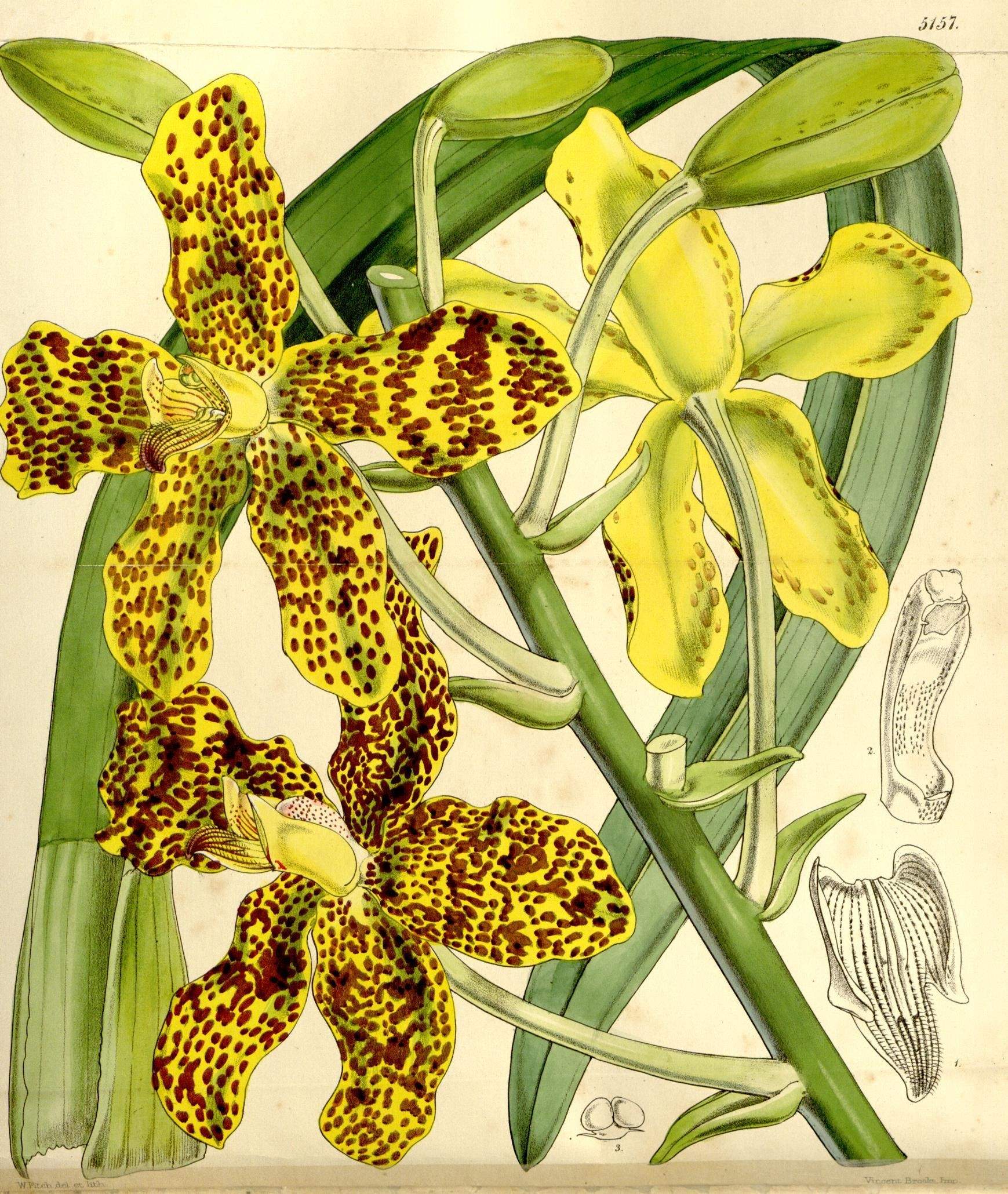

## Personnalités liées au magazine
- William Curtis, botaniste, fondateur du magazine
- Sydenham Teast Edwards; botaniste et Illustrateur botanique
- Henry John Elwes
- Walter Hood Fitch
- Mary Grierson, botaniste et illustratrice botanique
- William Jackson Hooker, botaniste, éditeur du magazine à partir de 1826.
- Stella Ross-Craig, botaniste et illustratrice botanique
- Lilian Snelling, botaniste et illustratrice botanique
- Margaret Stones, botaniste et illustratrice botanique
- William Turner Thiselton-Dyer, botaniste et directeur des jardins de Kew